# Loja (canton)
Pour les articles homonymes, voir Loja.
Loja est un canton d'Équateur situé dans la province de Loja.